# Fuera de Juego
Fuera de Juego es un programa de televisión sobre fútbol internacional, producido por la cadena ESPN. Se emite en ESPN (Norte) y en ESPN Deportes para los Estados Unidos, de lunes a viernes.

## Historia

### Inicios
Fuera de Juego comenzó como un proyecto piloto durante la Copa Mundial de 2002 y al finalizar ese Mundial, se emite en su formato actual y se ha convertido en un referente deportivo para la audiencia hispanohablante de Estados Unidos y Latinoamérica. Fuera de Juego emite un contenido basado en información acerca del fútbol europeo, acompañado de análisis y debate.

## Horario
| Inicio | Horario                                        | Canales                                                    |
| ------ | ---------------------------------------------- | ---------------------------------------------------------- |
| 2002   | Lunes a viernes, de 19 a 20 (Ciudad de México) | ESPN (Latinoamérica) (2002-2008) ESPN (Norte) (desde 2008) |
| 2002   | Lunes a viernes, de 20 a 21 (USA Pacífico)     | ESPN Deportes                                              |

- Horarios del Centro de México

## Equipo de trabajo

### Presentadores
- Carolina Guillén
- Fernando Palomo
- Richard Méndez
- Ricardo Puig

### Analistas
- Fernando Palomo
- Mario Alberto Kempes
- Ricardo Ortiz
- Richard Méndez
- José Antonio Noriega
- Álex Pareja
- Flávio Pereira
- Nilton Batata
- Manu Martín
- Barak Fever
- Antón Meana

### Corresponsales
- Martín Ainstein en Madrid
- Gemma Soler en Barcelona
- João Castelo Branco en Londres
- Natalie Gedra en Londres
- Dito Lemos en Londres
- Russo en Moscú

### Estadísticas
- MisterChip

### Investigadores
- Taco Tuesday